# Lestes ictericus
Lestes ictericus é uma espécie de libelinha da família Lestidae.
Pode ser encontrada nos seguintes países: Burundi, Costa do Marfim, Quénia, Malawi, Moçambique, Nigéria, Senegal, África do Sul, Sudão, Tanzânia, Uganda, Zâmbia e Zimbabwe.
Os seus habitats naturais são: florestas subtropicais ou tropicais húmidas de baixa altitude, savanas áridas, savanas húmidas, matagal árido tropical ou subtropical, matagal húmido tropical ou subtropical, rios, rios intermitentes, marismas de água doce e marismas intermitentes de água doce.